# Friedrich Swart
Friedrich Carl Swart (* 17. September 1883 in Westermarsch I; † 28. Oktober 1957 ebenda) war ein deutscher Agrarhistoriker und Wirtschaftsführer.

## Leben
Nach dem Abitur am Ulrichsgymnasium Norden 1901 studierte er Nationalökonomie, Geschichte und Philosophie in Tübingen, München und Berlin, wo er am 13. August 1904 promovierte. In Berlin gehörte Gustav von Schmoller zu seinen wissenschaftlichen Lehrern.
1925 wurde er Verbandsdirektor und Leiter sämtlicher Zentralen der Raiffeisen-Organisation in Posen.
1953 erhielt er das Bundesverdienstkreuz.

## Schriften (Auswahl)
- Zur friesischen Agrargeschichte. Mit einer Karte: Die friesischen Landschaften im 13. Jahrhundert. Leipzig 1910 (Neuauflage Friedrich Swart: Zur friesischen Agrargeschichte (= Duncker & Humblot reprints). Duncker & Humblot, 2017, ISBN 978-3-428-17813-1, S. 399.)
- Diesseits und jenseits der Grenze. Das deutsche Genossenschaftswesen im Posener Land und das deutsch-polnische Verhältnis bis zum Ende des Zweiten Weltkrieges. Leer 1954, ISBN OCLC 602505755.